# IC 1866
IC 1866 ist eine Elliptische Galaxie vom Hubble-Typ E/S0 im Sternbild Eridanus am Südsternhimmel. Sie ist schätzungsweise 400 Millionen Lichtjahre von der Milchstraße entfernt und hat einen Durchmesser von etwa 130.000 Lichtjahren.

Im selben Himmelsareal befinden sich u. a. die Galaxien NGC 1150, NGC 1151, NGC 1157, IC 276.
Das Objekt wurde am 31. Januar 1900 von Herbert Alonzo Howe entdeckt.